# استان مونتانا
نام یکی از استان‌های کشور بلغارستان است.